# Bigonville
Bigonville är en ort i Luxemburg.   Den ligger i distriktet Diekirch, i den västra delen av landet, 40 kilometer nordväst om huvudstaden Luxemburg. Bigonville ligger 487 meter över havet och antalet invånare är 475.
Terrängen runt Bigonville är platt åt nordväst, men åt sydost är den kuperad. Bigonville ligger uppe på en höjd.  Närmaste större samhälle är Wiltz, 16,4 kilometer nordost om Bigonville. 
I omgivningarna runt Bigonville växer i huvudsak blandskog. Runt Bigonville är det ganska glesbefolkat, med 43 invånare per kvadratkilometer.